# Inédits 1970
Albums de Jacques Higelin
La Bande du Rex
(1980) Higelin à Mogador
(1981)
Inédits 1970 est une compilation de Jacques Higelin parue en 1980 aux éditions Saravah. 
Comme le titre l'indique, il s'agit d'inédits enregistrés entre 1969 et 1971 qui devaient paraître sur l'album Jacques Crabouif Higelin, mais qui ont finalement été « remplacés » par une longue plage instrumentale de vingt minutes, Musique rituelle du Mont des Abbesses. Seul, le titre Nini était sorti en 45 tours à l'époque (avec un titre extrait de Crabouif en face B).
L'album sorti en 1980 est composé de chansons auxquelles de nouvelles orchestrations (guitares, basse, piano et accordéon) ont été ajoutées ou refaites ; seule la voix d'Higelin reste celle d'origine.

## Titres

### 33 tours (ou cassette) sorti en 1980
Tous les titres sont réalisés d'après les maquettes enregistrées en 1969/70 et réorchestrées en 1980.
| 1. | Sa dernière cigarette   |  |
| 2. | Buster K                |  |
| 3. | Nini                    |  |
| 4. | Seul dans notre chambre |  |
| 5. | L'idiot                 |  |

| 1. | À moi les monstres |  |

### Rééditions CD sorties en 1989 et en 1990
Sur cette réédition, la pochette est identique au vinyle.
| No | Titre                                                        | Durée |
| -- | ------------------------------------------------------------ | ----- |
| 1. | Sa dernière cigarette (identique au vinyle)                  |       |
| 2. | Buster K (maquette de 69/70 non retravaillée)                |       |
| 3. | Nini (version du 45t sorti en 1970)                          |       |
| 4. | Seul dans notre chambre (maquette de 69/70 non retravaillée) |       |
| 5. | L'idiot (maquette de 69/70 non retravaillée)                 |       |
| 6. | À moi les monstres (identique au vinyle)                     |       |

### Réédition CD sortie en 2001
Cette réédition porte le titre Inédits 1970 remasterisés, la pochette étant mauve. Toutes les versions y sont strictement identiques au vinyle de 1980.
| No | Titre                   | Durée |
| -- | ----------------------- | ----- |
| 1. | Sa dernière cigarette   | 3:36  |
| 2. | Buster K                | 3:10  |
| 3. | Nini                    | 4:18  |
| 4. | Seul dans notre chambre | 4:57  |
| 5. | L'idiot                 | 3:36  |
| 6. | À moi les monstres      | 20:05 |